# Paisatge amb vaques
L'obra Paisatge amb vaques, és una obra de Manuel Cano de Castro, un autor del Noucentisme. El dibuix, que fa 14,5 × 17 cm, fet amb tinta i aquarel·la es troba en el fons del Museu Abelló, a Mollet del Vallès. 

## Autor
Manuel Cano, va néixer a Costa Rica (San José), però es va estudiar a Barcelona. Va formar part del que s'anomenava “L'escola de decoració de Torres Garcia”. Durant uns anys va estudiar arquitectura, però ben aviat es va integrar dins del cercle artístic. Així doncs, va entrar a estudiar a l'Acadèmia Galí, amb Manuel Fontanals. Juntament amb Fontanals, i Josep Togores, van formar part d'un grup, molt interessat per les avantguardes de l'època (Cézanne, Matisse, Manolo Hugué i Joaquim Sunyer). Tots tres van treballar conjuntament i van compartir estudi al carrer Argenters de Barcelona. Cap als anys 20 va anar a París.
Durant la guerra va ser deportat a un cap de concentració. Posteriorment va passar per Estats Units i després va tornar a Costa Rica    

## Descripció de l'obra
Hi ha poca obra coneguda de Manuel Cano. Moltes de les obres que va fer a Barcelona van desaparèixer. Però en el Museu Abelló hi ha un conjunt de 10 dibuixos, que segurament deurien formar part d'un mateix quadernet de dibuix. I un d'aquests dibuixos, Paisatge amb vaques, és l'obra en qüestió. Aquests dibuixos responen a un art simple, amb colors plans, fruit d'un primitivisme personal i decoratiu de l'artista.
Cano comparteix amb Togores i Sunyer un interès pel cubisme, executant uns paisatges i dibuixos amb tractament geomètric i amb un suau ombrejat.
L'artista, utilitza diverses temàtiques molt properes al Noucentisme, aquesta mirada cap a la mediterrània, dibuixant ports i vaixells, la terra, pagesos i vaques.

## Exposicions
- L'art modern a la col·lecció Abelló s. XIX-XX. 2007
- La Xarxa de Museus Locals de la Diputació de Barcelona li ha dedicat una exposició retrospectiva itinerant "Manuel Cano de Castro. Un noucentista perdut"[2]

Coincidències Insòlites. Cerdanyola ∖ Mollet del Vallès ∖ Sabadell ∖ Caldes d'Estrac 
- Museu d'Art de Cerdanyola. Cerdanyola, 4 octubre-4 novembre 2012.
- Museu Abelló. Mollet, 15 novembre 2012-6 gener 2013.
- Museu d'Art de Sabadell. Sabadell, 17 gener-17 febrer 2013.